# Sharon Robinson
Sharon Robinson (* 1958, San Francisco) je americká hudebnice, hudební producentka a skladatelka. V roce 1979 začala spolupracovat s kanadským hudebníkem Leonardem Cohenem; právě téhož roku odehrála turné coby doprovodná zpěvačka v jeho kapele a v následujících letech se ke spolupráci několikrát vrátila. V roce 2001 například vyšlo Cohenovo album Ten New Songs, které Robinson produkuje a je autorkou hudby pro všechny písně. Podílela se ale také na mnoha jeho dalších nahrávkách. V roce 1985 získala cenu Grammy za píseň „New Attitude“, kterou napsala pro zpěvačku Patti LaBelle. V roce 2008 vydala sólové album Everybody Knows.

## Sólová diskografie
- Everybody Knows (2008)
- Caffeine (2015)